# アイ・ラブ・ユー (リトル・ギャングのアルバム)
『アイ・ラブ・ユー』は、1975年10月5日に発売された、リトル・ギャングの初のアルバムである。

## 概要
当初は同年8月25日発売の予定だったが、10月5日に延期になった。
曽我が声変わりになり最初で最後のオリジナルアルバムとなり、
2人のメンバーを加入してギャングスとして活動してゆくが途中で、もう2人のメンバーが加入してANKHとして活動してゆくとなる。
- 2022年3月時点、未CD 化。

## 収録曲
※全作詞：たかたかし／全編曲：馬飼野康二
- Side A

1. アイ・ラブ・ユー
作曲：馬飼野康二
2. 恋するシンデレラ
作曲：馬飼野康二
3. 春風のささやき
作曲：羽根田武邦
4. 小鳥よ飛んでおいで
作曲：羽根田武邦
5. サヨナラはいわないで
作曲：馬飼野康二
6. 恋の天使
作曲：馬飼野康二

- Side B

1. リトル・ギャングのテーマ
作曲：馬飼野康二
2. 幼な友だち
作曲：馬飼野康二
3. 好き 好き 好き
作曲：馬飼野康二
4. 愛の挑戦者
作曲：羽根田武邦
5. 空を翔んでおいで
作曲：馬飼野康二
6. 踊ろよブギウギ
作曲：羽根田武邦